# Metrovick 950
Der Metrovick 950, auch MV 950 genannt, war ein mit diskreten Bipolartransistoren, so genannten Spitzentransistoren, bestückter Computer, der ab 1956 von der britischen Firma Metropolitan-Vickers in einer Auflage von sechs oder sieben Geräten gebaut wurde, die „innerhalb des Unternehmens gewerblich genutzt“ oder „hauptsächlich für den internen Gebrauch“ verwendet wurden. Der 950 scheint das einzige kommerzielle Computerangebot von Metrovick gewesen zu sein.

## Transistor Computer

### Prototyp
Am 16. November 1953 führten Richard Grimsdale und Douglas Webb von der University of Manchester erstmals ihren Prototyp eines Transistorrechners vor, in dem 92 Spitzentransistoren und 550 Spitzendioden verbaut wurden, um die Eignung von Transistoren zur Verbesserung der Zuverlässigkeit des Manchester-Mark-I-Computers zu testen. Diese Maschine ähnelte dem Mark I, mit dem Unterschied, dass sie keine Williamsröhren enthielt und nur den Trommelspeicher als Datenspeicher verwendete. Die Maschine basierte auf einem 48-Bit-Wort, wobei vier Bits für die Zeitsteuerung verwendet wurden und somit nicht für die Programmnutzung zur Verfügung standen. Diese Maschine verwendete Vakuumröhren, um eine Taktfrequenz von 125 KHz zu erzeugen.
Als einziger Speicher diente ein Trommelspeicher, der vom Manchester Mark I wiederverwendet wurde. Dies bedeutete, dass die durchschnittliche wahlfreie Zugriffszeit auf ein gespeichertes Wort eine halbe Trommelumdrehung betrug, d. h. bei 64 Wörtern auf einer Spur das 32-fache der Zugriffszeit für ein Wort, wenn es in einem echten RAM gespeichert werden könnte. Im Vergleich dazu enthielt der Mark I auch eine Reihe von Williamsröhren, um Prozessorregister bereitzustellen, die den Zugriff auf eine kleine Datenmenge drastisch beschleunigten; daher war der Transistorcomputer langsamer als der Mark I. Beide Versionen hatten eine Pseudo-2-Adresse (oder 1 + 1) Befehlsformat, bei dem die Adresse des nächsten zu befolgenden Befehls in jedem Befehl enthalten war, um die „optimale Programmierung“ (engl. „optimum programming“)  zu erleichtern. Die Trommel wurde sogar zum Speichern des Akkumulators und der aktuellen Anweisung verwendet.

### Verbesserte Version
1955 wurde die Konstruktion im Stil eines Mark I „B-Line“ Akkumulator/Indexregisters und einem Hardware-Multiplikator neu aufgebaut. Die zusätzlichen Schaltungen brachten die Maschine auf insgesamt 250 Transistoren. Er verbrauchte nur 150 W, ein erstaunlich niedriger Wert in einer Zeit, in der Maschinen üblicherweise Dutzende von Kilowatt für die Erwärmung ihrer Röhren benötigten. Das neue Modell konnte zwei 44-Bit-Zahlen in 1,5 Trommelumdrehungen addieren, was bei einer Trommeldrehzahl von 3000/min etwa 30 ms pro Addition entsprach. Obwohl er intern schneller war als der Mark I, lief er wegen des Fehlens von Williamsröhren viel langsamer; der Mark I konnte zwei 40-Bit-Zahlen in 1,8 ms addieren.
Der Prototyp-Computer (November 1953) hatte einen einfachen Befehlscode mit sieben Funktionen und eine Spur mit 64 Wörtern als Hauptspeicher. Für den vollwertigen Computer (April 1955) wurden der Befehlscode und der Speicher stark erweitert und ein Hardware-Multiplikator eingebaut. Eine dritte „regenerative“ Trommelspur bildete einen 8-Wort B-Speicher. Die Arithmetik erfolgte seriell mit einer Impulsrate von 125.000 pro Sekunde. Die Befehlszeiten standen in direktem Zusammenhang mit der 30-Millisekunden-Trommelumdrehungszeit (die Grundeinheit ist die Zeit zum Lesen eines Wortes, d. h. 1/64 einer Umdrehung).
Die erweiterte Maschine von 1955 hatte insgesamt 200 Spitzentransistoren und 1300 Spitzendioden, was zu einer Leistungsaufnahme von 150 W führte. Bei den ersten Chargen von Transistoren gab es erhebliche Zuverlässigkeitsprobleme, und die durchschnittliche fehlerfreie Laufzeit betrug 1955 nur 1,5 Stunden.

## Metrovick 950
Metropolitan-Vickers interessierte sich für das Design, nachdem die Universität erfolgreich Rechenzeit auf dem Mark I an kommerzielle Kunden verkauft hatte. Sie übernahmen das Design des Transistorrechners der University of Manchester von 1955 als Metrovick 950. Die einzige relevante Erfahrung von Metropolitan-Vickers bestand darin, dass sie in den frühen 1930er Jahren in Zusammenarbeit mit Douglas Hartree von der University of Manchester eine mechanische Rechenmaschine in Form des Differentialanalysators hergestellt hatten.
Alle Schaltkreise wurden auf zuverlässigere Transistortypen umgestellt, obwohl es scheint, dass sie ein Exemplar mit den früheren Designs gebaut haben könnten. Die Produktionsversion wurde als Metrovick 950 bekannt und ab 1956 in einer Stückzahl von sechs oder sieben Maschinen gebaut, die „kommerziell innerhalb des Unternehmens“ oder „hauptsächlich für den internen Gebrauch“ verwendet wurden.